# Santa Maria presso San Celso

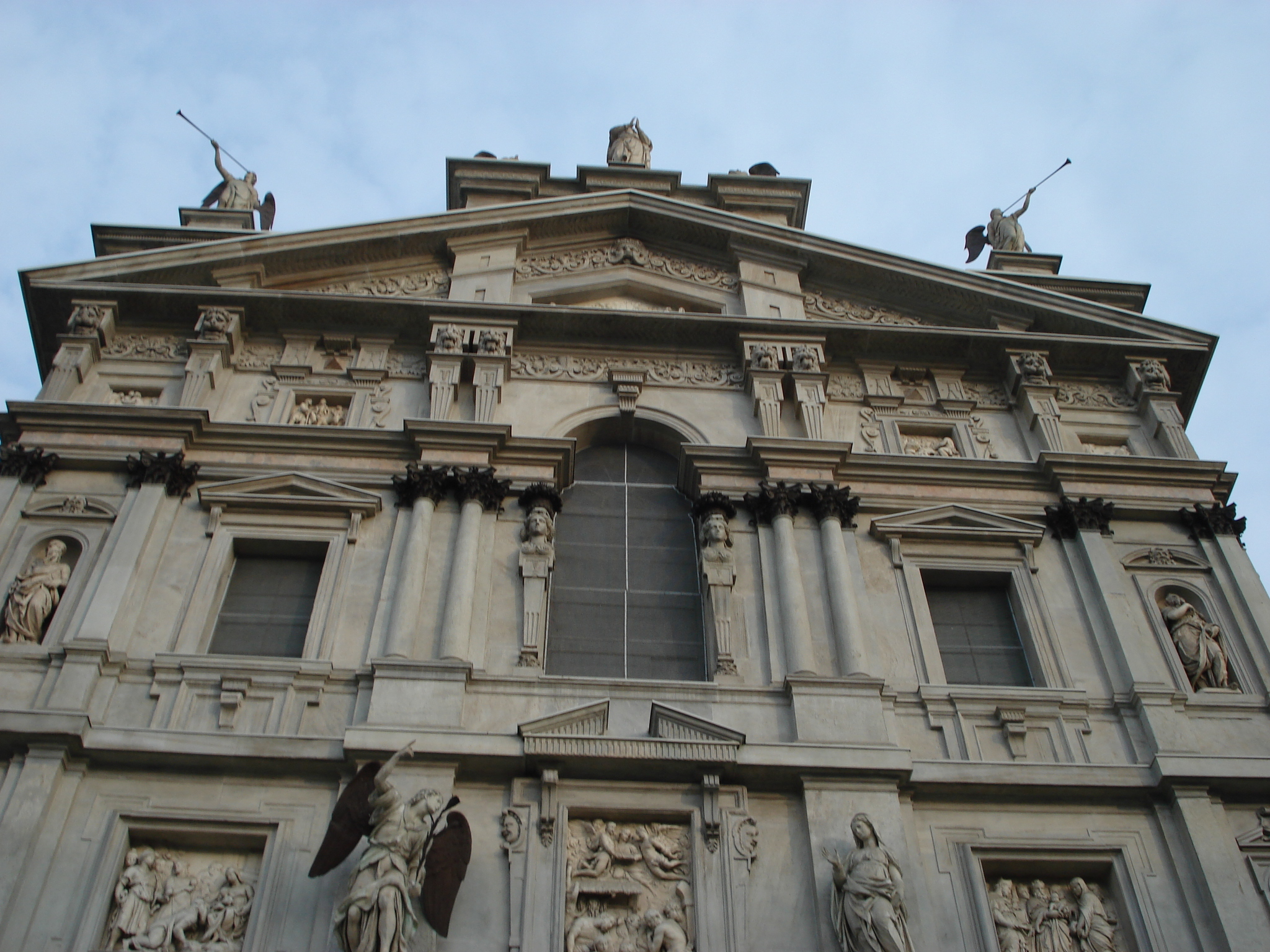
Santa Maria presso San Celso

A Santa Maria presso San Celso vagy Santa Maria dei Miracoli presso San Celso (Corso Italia) egy milánói templom.  Helyi hagyomány, hogy a fiatal házaspárok az esküvői ceremóniát követően egy csokor virágot helyeznek el a templomban őrzött Madonna-kép előtt.

## Története
A templom 1493-ban épült egy kis kápolna helyébe, ahol egy csodatévő erejűnek tartott Madonna-képet őriztek.  A templomot Gian Giacomo Dolcebuono és  Giovanni Battagio tervezték.  Az előteret alkotó oszlopcsarnokot 1513-ban Cesarino építette Bramante stílusában. A templom négy részre tagolt homlokzatát 1569-1572 között Galeazza Alessi tervezte reneszánsz és barokk stíluselemeket ötvözve.  A homlokzatot díszítő szobrok Annibale Fontana és Stoldo Lorenzi alkotásai.

## Leírása
Háromhajós, latinkereszt alaprajzú templom. A szentélyt hatalmas, tizenkét szögletű kupola koronázza. A boltozat freskóit lombard mesterek festették a 16. század végén és a 17. század elején.  A főoltár a 18. századból származik, tabernákulumát Canonica, Krisztus-szobrát pedig Pacetti alkotta.  A főoltár mögött Gaudenzio Ferrari 16. századi képe, a Krisztus keresztelése látható. A templom kereszthajójában, illetve oldalhajójában levő oltárok közül némelyikben ugyancsak értékes festmények és szobrok láthatók. A jobb oldalon, a kereszthajó végében levő oltárt Paris Bordone alkotása, a Szent család díszíti.  Vele szemben, a kereszthajó bal végében egy 5. századi szarkofágból készült oltár áll, amely a templom egyik legértékesebb műemléke.